# Siemyśl
Siemysl [ˈɕemɨɕl] (tiếng Đức: Simötzel) là một ngôi làng ở Kołobrzeski, Zachodniopomorskie, ở tây bắc Ba Lan. Đó là chỗ ngồi của gmina (khu hành chính) được gọi là Gmina Siemyśl. Nó nằm khoảng 16 kilômét (10 mi) phía nam của Kołobrzeg và 93 km (58 mi) về phía đông bắc của thủ đô khu vực Szczecin.
Trước năm 1945, khu vực này là một phần của Đức. Đối với lịch sử của khu vực, xem Lịch sử của Pomerania.
Ngôi làng có dân số 510 người.